# Smolarnia (Bełchatów)
Smolarnia – zachodnia część miasta Bełchatowa w Polsce, w województwie łódzkim, w powiecie bełchatowskim. Rozpościera się w rejonie ulicy Lipowej.